# American Association University Women
La Asociación Estadounidense de Mujeres Universitarias ( AAUW ), fundada oficialmente en 1881, es una organización sin fines de lucro que promueve la equidad para mujeres y niñas a través de la promoción , la educación y la investigación.  La organización tiene una red nacional de 170.000 miembros y simpatizantes, 1.000 sucursales locales, y 800 colegios y universidades asociadas.  Su sede se encuentra en Washington D. C. La directora ejecutiva de AAUW es Gloria L. Blackwell.